# Primer ministro de Bután
El primer ministro de Bután es el jefe del Gobierno de Su Majestad. Junto con el Consejo de Ministros comprende el poder ejecutivo; tiene como deber el informar al Rey los asuntos del Estado, y presentar información que sean solicitados por el monarca. El actual primer ministro, Tshering Tobgay, líder del partido Partido Democrático del Pueblo, fue nombrado el 29 de enero de 2024 por el Rey Dragón Jigme Khesar Namgyel Wangchuck.
En virtud de las reformas constitucionales de 2008, Jigme Thinley fue elegido en las primeras elecciones legislativas democráticas, siendo además, el primer titular en pertenecer a un partido políticos.

## Elección

### Elegibilidad
En el Artículo 17 de la Constitución se detalla la formación del gobierno. En cuanto a los requisitos del cargo, estos se encuentran detallados en la Sección IV:
- Contar con ciudadanía natural butanesa;
- Ser un miembro electo de la Asamblea Nacional.

Asimismo, la sección II estipula que "ninguna persona podrá ejercer como Primer ministro por más de dos períodos." 

### Investidura
El Druk Gyalpo ("Rey Dragón") le otorgará el Dakyen al líder o al candidato del partido, que obtenga la mayoría de escaños en la Asamblea Nacional, que será investido como primer ministro. Recibe el título de Lyonchen, y le corresponde la kabney naranja.

## Funciones
La Sección I del Artículo 20 establece que el Gobierno "protegerá y fortalecerá la soberanía del Reino, proporcionará un buen gobierno y garantizará la paz, la seguridad, el bienestar y la felicidad del pueblo".
El poder ejecutivo recae sobre el Consejo de Ministros, liderado por el primer ministro e integrado por los ministerios. A su vez, el número de ministros es determinado por lo necesario para "proporcionar una gobernanza eficiente y buena". Por lo tanto, el Consejo de Ministros se encarga de evaluar la situación del Estado; definir los lineamientos; determinar los recursos necesarios a alcanzar; planificar las políticas gubernamentales y asegurar su implementación.

## Gobierno interino
El gobierno interino es nombrado por el Druk Gyalpo siempre que la Asamblea Nacional es disuelta. Funciona por no más de noventa días, mientras la Comisión Electoral organiza unas elecciones "libres y justas". Tras esta designación, el primer ministro y los miembros del Consejo de Ministros en funciones deberán dimitir. El gobierno interino cesará tras la formación de un nuevo pleno de la Asamblea Nacional y el nombramiento de un nuevo primer ministro.

## Lista de Primeros Ministros

### Ministros en jefe (Gongzim)
| No.               | No. | Retrato | Nombre (Nacimiento–Muerte)          | Período     | Período     | Período | Rey (Reino)       |
| No.               | No. | Retrato | Nombre (Nacimiento–Muerte)          | Took office | Left office | Tenure  | Rey (Reino)       |
| ----------------- | --- | ------- | ----------------------------------- | ----------- | ----------- | ------- | ----------------- |
|                   | 1   |         | Raja Ugyen Dorji (1855–1916)        | 1907        | 1916        | 9 años  | Ugyen (1907–1926) |
|                   | 2   |         | Raja Sonam Topgay Dorji (1896–1953) | 1917        | 1952        | 35 años | Ugyen (1907–1926) |
| Jigme (1926–1952) | 2   |         | Raja Sonam Topgay Dorji (1896–1953) | 1917        | 1952        | 35 años |                   |

### Primeros ministros (Lyonchen)
| Nombre                                                | Nombre | Nombre               | Inicio de mandato       | Finalización de mandato | Tiempo en el cargo | Elección | Partido                            |
| ----------------------------------------------------- | ------ | -------------------- | ----------------------- | ----------------------- | ------------------ | -------- | ---------------------------------- |
|                                                       |        | Jigme Palden Dorji   | 1952                    | 5 de abril de 1964      | 12 años            | -        | Sin partido                        |
| Vacante (5 de abril de 1964–25 de julio de 1964)      |        |                      |                         |                         |                    |          |                                    |
|                                                       |        | Lhendup Dorji        | 25 de julio de 1964     | 27 de noviembre de 1964 | 110 días           | -        | Sin partido                        |
| Abolido (27 de noviembre de 1964–20 de julio de 1998) |        |                      |                         |                         |                    |          |                                    |
|                                                       |        | Jigme Thinley        | 20 de julio de 1998     | 9 de julio de 1999      | 354 días           | -        | Sin partido                        |
|                                                       |        | Sangay Ngedup        | 9 de julio de 1999      | 20 de julio de 2000     | 1 año y 11 días    | -        | Sin partido                        |
|                                                       |        | Yeshey Zimba         | 20 de julio de 2000     | 8 de agosto de 2001     | 1 año y 19 días    | -        | Sin partido                        |
|                                                       |        | Khandu Wangchuk      | 8 de agosto de 2001     | 14 de agosto de 2002    | 1 año y 6 días     | -        | Sin partido                        |
|                                                       |        | Kinzang Dorji        | 14 de agosto de 2002    | 30 de agosto de 2003    | 1 año y 16 días    | -        | Sin partido                        |
|                                                       |        | Jigme Thinley        | 30 de agosto de 2003    | 18 de agosto de 2004    | 354 días           | -        | Sin partido                        |
|                                                       |        | Yeshey Zimba         | 18 de agosto de 2004    | 5 de septiembre de 2005 | 1 año y 18 días    | -        | Sin partido                        |
|                                                       |        | Sangay Ngedup        | 5 de septiembre de 2005 | 7 de septiembre de 2006 | 1 año y 2 días     | -        | Sin partido                        |
|                                                       |        | Khandu Wangchuk      | 7 de septiembre de 2006 | 31 de julio de 2007     | 352 días           | -        | Sin partido                        |
|                                                       |        | Kinzang Dorji        | 31 de julio de 2007     | 9 de abril de 2008      | 253 días           | -        | Sin partido                        |
|                                                       |        | Jigme Thinley        | 9 de abril de 2008      | 28 de abril de 2013     | 5 años y 19 días   | 2008     | Partido Paz y Prosperidad de Bután |
|                                                       |        | Sonam Tobgye         | 28 de abril de 2013     | 27 de julio de 2013     | 90 días            | -        | Independiente                      |
|                                                       |        | Tshering Tobgay      | 27 de julio de 2013     | 9 de agosto de 2018     | 5 años y 13 días   | 2013     | Partido Democrático del Pueblo     |
|                                                       |        | Tshering Wangchuk    | 9 de agosto de 2018     | 7 de noviembre de 2018  | 90 días            | -        | Independiente                      |
|                                                       |        | Lotay Tshering       | 19 de octubre de 2018   | 1 de noviembre de 2023  | 4 años y 359 días  | 2018     | Druk Nyamrup Tshogpa               |
|                                                       |        | Chogyal Dago Rigdzin | 1 de noviembre de 2023  | 28 de enero de 2024     | 88 días            | -        | Druk Nyamrup Tshogpa               |
|                                                       |        | Tshering Tobgay      | 28 de enero de 2024     |                         |                    | 2023     | Partido Democrático del Pueblo     |